# Dreistadt

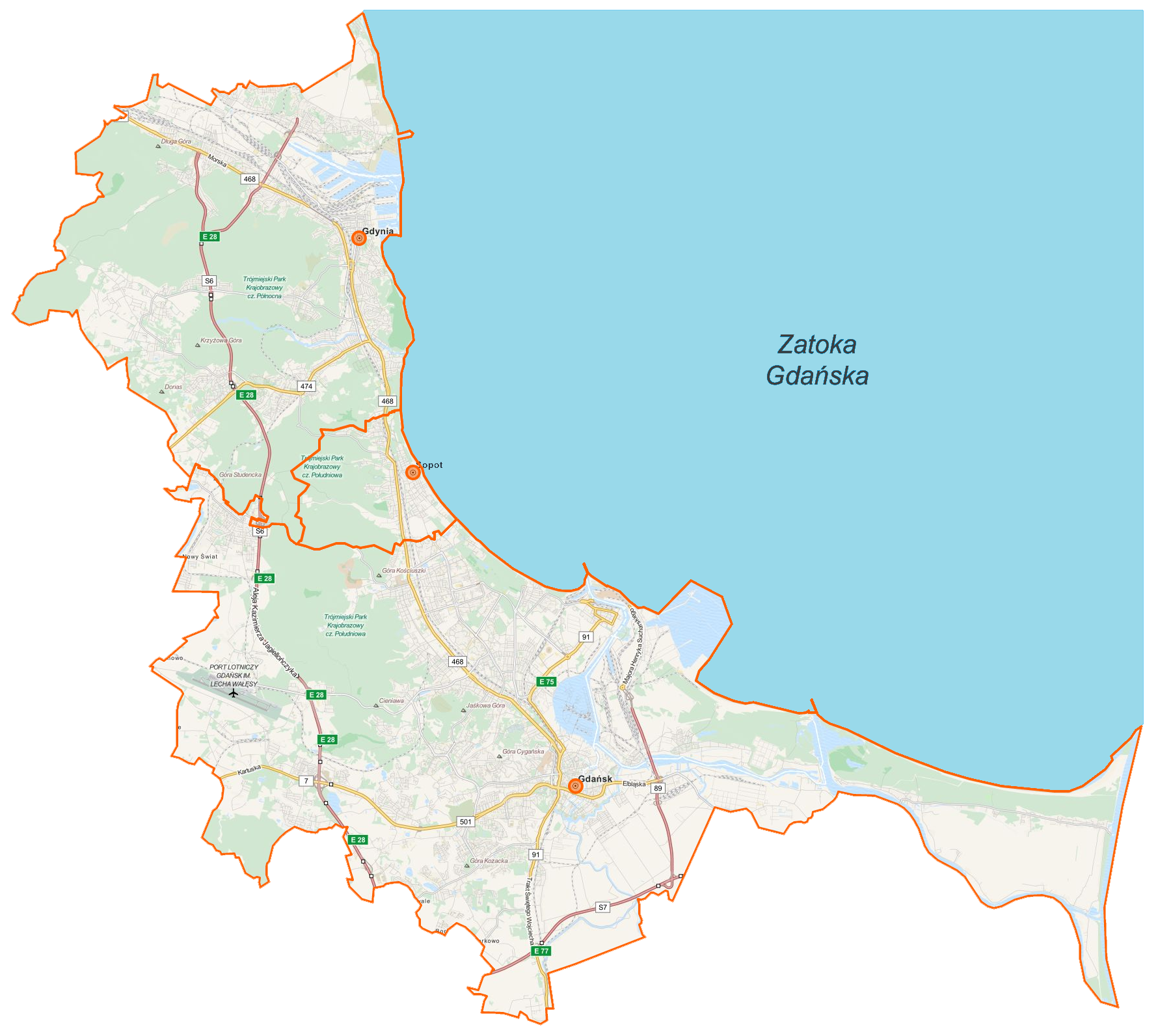
Übersichtskarte. Die Stadtzentren von Danzig, Zoppot und Gdingen sind mit orangefarbenen Punkten gekennzeichnet.

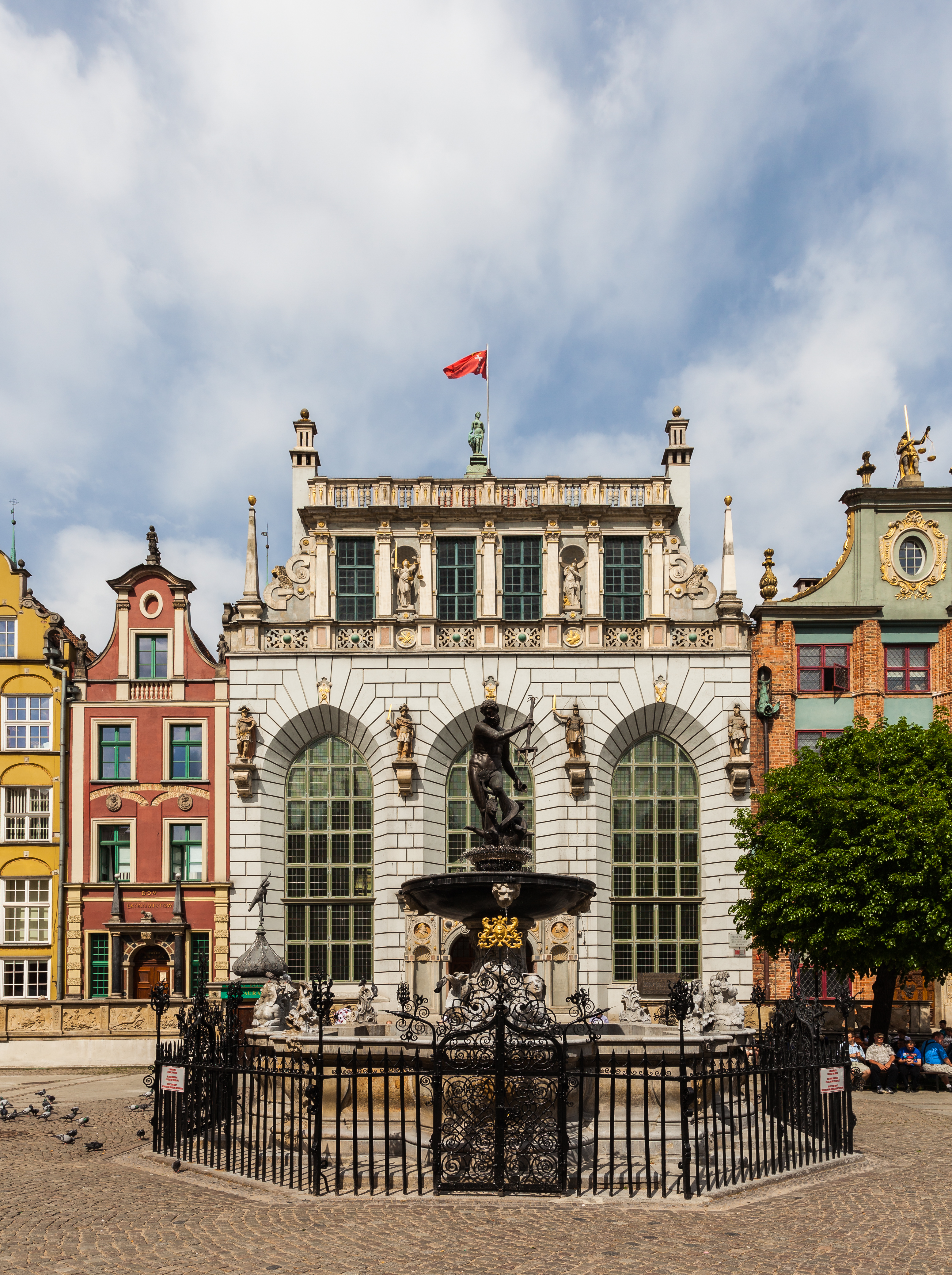
Gdańsk (Danzig)

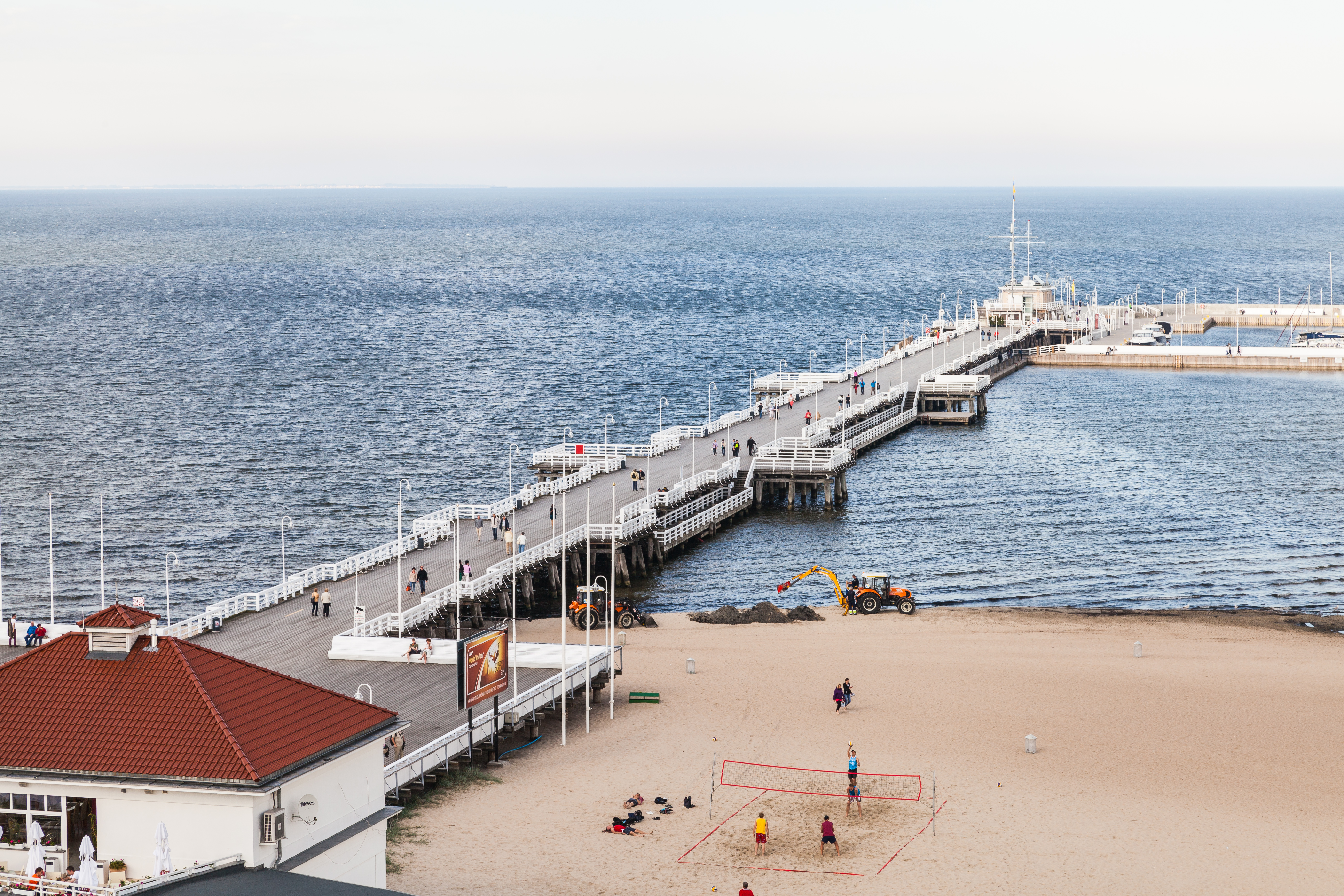
Sopot (Zoppot)

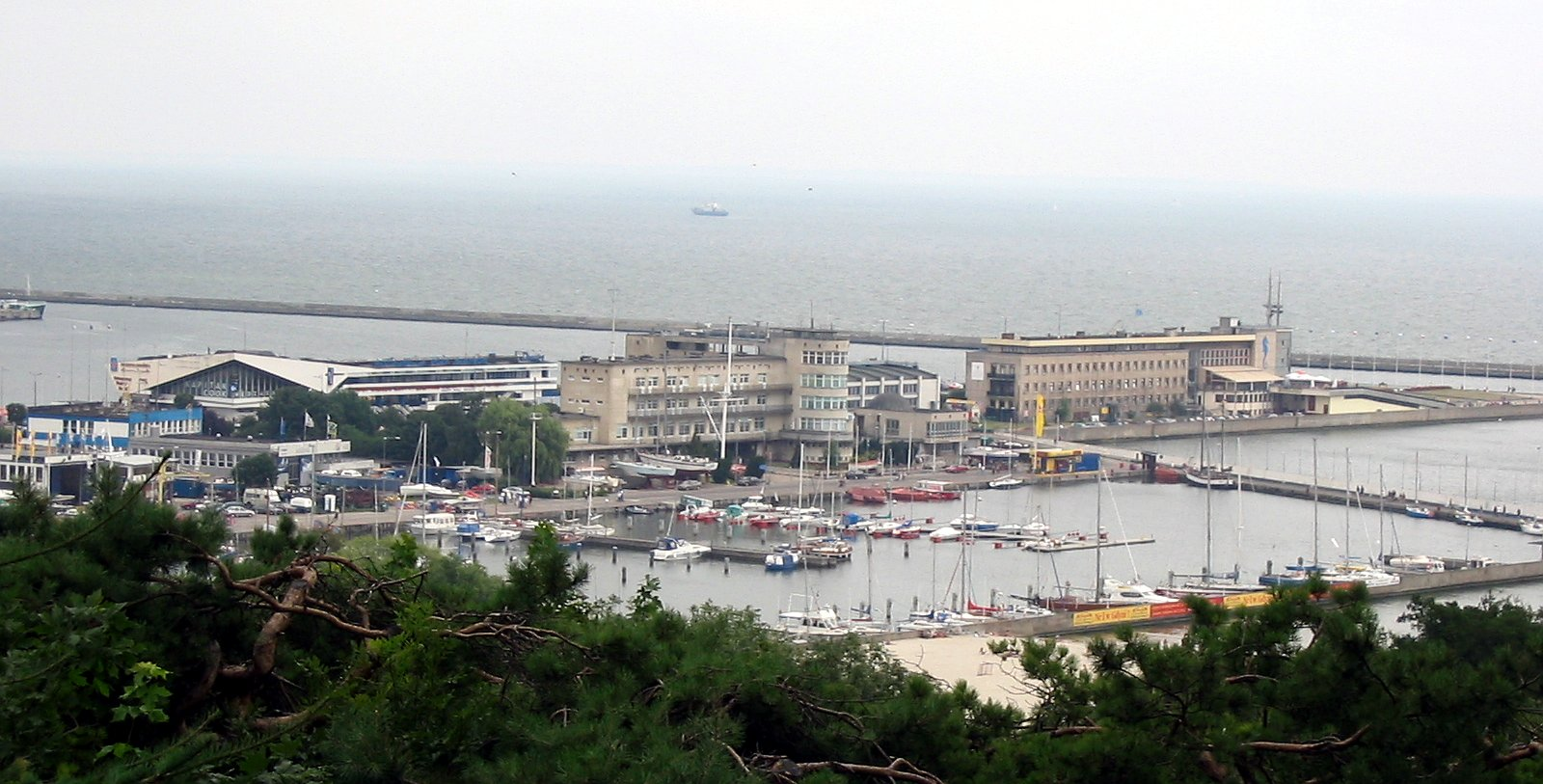
Gdynia (Gdingen)

Die Dreistadt (polnisch Trójmiasto [trujˈmʲastɔ], kaschubisch Trzëgard) ist eine städtische Agglomeration in der Woiwodschaft Pommern in Polen. Die drei Städte Gdańsk (Danzig), Gdynia (Gdingen) und Sopot (Zoppot) haben sich 2007 in der „Karta Trójmiasta“ (Charta der Dreistadt) zur engeren Zusammenarbeit bekannt. Die drei Städte grenzen aneinander und liegen an der Danziger Bucht (Ostsee).
Zum Großraum Dreistadt gehören außerdem noch Wejherowo (Neustadt in Westpr.), Reda (Rheda) und Rumia (Rahmel); diese werden kleine Dreistadt genannt.
- Einwohnerzahl (2020): 751.060
- Fläche: 414,81 km², Großraum einschließlich Wejherowo, Reda und Rumia: 1332,5 km².

## Einwohner
(in Klammern Gdańsk + Gdynia + Sopot)
 1960: 481.100 Einwohner (286.900 + 150.200 + 44.000)
 1970: 604.800 Einwohner (365.600 + 191.500 + 47.700)
 1975: 693.800 Einwohner (421.000 + 221.100 + 51.700)
 1980: 744.400 Einwohner (456.700 + 236.400 + 51.300)
 2001: 761.000 Einwohner
 2004: 752.900 Einwohner (459.100 + 253.300 + 40.500)
 2007: 746.630 Einwohner (456.103 + 251.183 + 39.344)

 2015: 746.927 Einwohner (461.798 + 247.672 + 37.457)
2020: 751.060 Einwohner (470.805 + 244.969 + 35.286)

## Schulen und Hochschulen
In der Dreistadt finden sich viele Bildungseinrichtungen.
- Gdańsk: Zahl der Hochschulen: 10 (2001) Zahl der Studierenden: 60.436 (2001) Zahl der Studienabschlüsse: 10.439 (2001)
- Gdynia: Zahl der Hochschulen: 7 (2003) Zahl der Studierenden: 13.362

## Verkehr
Die Dreistadt besitzt ein gut ausgebautes gemeinsames Nahverkehrssystem. Hinzu kommt jeweils der eigene öffentliche Verkehr. Beschrieben sind im Folgenden nur die öffentlichen Verkehrsmittel.
Im Jahre 1951 wurde ein S-Bahn-Verkehr (Szybka Kolej Miejska w Trójmieście, SKM) eingerichtet. Dieser umfasste die gesamte Region von Tczew über Danzig, Sopot 1953, Gdynia 1956, Reda, Rumia bis Wejherowo 1957.
Das Rückgrat des Straßenverkehrs bildet eine mehrspurige Schnellstraße von Danzig über Sopot, Gdynia, Reda und Rumia nach Wejherowo.
1975 wurde eine mehrspurige Ring-Schnellstraße gebaut, die von Pruszcz Gdański über Danzig nach Gdynia-Chylonia verläuft. Eine Erweiterung nach Wejherowo ist vorgesehen.